# INSAT-4B
O INSAT-4B é um satélite de comunicação geoestacionário indiano da série INSAT que está localizado na posição orbital de 93,5 graus de longitude leste, ele foi construído e também é operado pela Organização Indiana de Pesquisa Espacial (ISRO). O INSAT-4B é idêntico ao INSAT-4A. O satélite foi baseado na plataforma I-3K (I-3000) Bus e sua expectativa de vida útil é de 12 anos.

## Lançamento
O satélite foi lançado com sucesso ao espaço no dia 11 de março de 2007, abordo de um foguete Ariane 5 ECA a partir do Centro Espacial de Kourou, na Guiana Francesa, juntamente com o satélite Skynet 5A. Ele tinha uma massa de lançamento de 3.025 kg.

## Capacidade e cobertura
O INSAT-4B está equipado com 12 transponders em banda Ku e 12 em banda C para fornecer transmições direct-to-home de áudio e vídeo em toda a Índia.